# John Dalrymple, XI conte di Stair
John Hew North Gustav Henry Hamilton-Dalrymple, XI conte di Stair (12 giugno 1848 – 2 dicembre 1914), è stato un ufficiale scozzese.

## Biografia
Era il figlio di John Dalrymple, X conte di Stair, e di sua moglie, Louisa Jane Henrietta Emily de Franquetot.

## Carriera
Lord Dalrymple era un capitano dell'Ayrshire (Earl of Carrick's Own) Yeomanry e fu promosso maggiore il 4 marzo 1902.

## Matrimonio
Sposò, il 10 aprile 1878, Susan Harriet Grant-Suttie (?-9 febbraio 1946), figlia di James Grant-Suttie. Ebbero due figli:
- John Dalrymple, XII conte di Stair (1 febbraio 1879-4 novembre 1961);
- Lady Beatrice Susan Dalrymple (?-10 maggio 1962), sposò Archibald Montgomerie, XVI conte di Eglinton, ebbero cinque figli.

## Morte
Morì il 2 dicembre 1914.